# Heiderun Ludwig
Heiderun Ludwig (verheiratete Heiderun Ludwig-Heim; * 18. September 1940 in Dornbirn) ist eine ehemalige österreichische Skilangläuferin und Leichtathletin.

## Karriere
Ludwig belegte bei den Nordischen Skiweltmeisterschaften 1962 in Zakopane den 31. Platz über 5 km und den 30. Rang über 10 km. Bei ihrer einzigen Teilnahme an Olympischen Winterspielen im Februar 1964 in Innsbruck kam sie auf den 25. Platz über 10 km und auf den 20. Rang über 5 km. Bei österreichischen Meisterschaften siegte sie fünfmal über 10 km (1961–1965) und viermal über 5 km (1966–1968, 1971). In der Leichtathletik gewann sie bei österreichischen Meisterschaften zwischen 1957 und 1967 15 Medaillen, davon 2 Goldmedaillen.
Zudem ist sie als Funktionär beim ULC Dornbirn tätig.

## Erfolge

### Skilanglauf

#### Olympische Winterspiele
- Innsbruck 1964: 20. 5 km, 25. 10 km

#### Weltmeisterschaften
- Zakopane 1962: 31. 5 km, 30. 10 km
- Innsbruck 1964: 20. 5 km, 25. 10 km

### Leichtathletik

#### Nationale Meisterschaften
- 2 Österreichische Meistertitel
- 14 Österreichische Vizemeistertitel
- 8 Bronze Medaillen bei Österreichischen Meisterschaften